# Čaroděj na severu
Čaroděj na severu (v anglickém originále The Sorcerer in the North) je šesté pokračování souboru Hraničářův učeň od australského spisovatele Johna Flanagana.

## Obsah
Will jako novopečený hraničář dostává na svá bedra odlehlé ostrovní léno Seacliff na východním břehu Araluenu. Cestou najde zraněnou fenku, o kterou se postará a později ztrestá i jejího původního majitele. V Seacliffu narazil na něco, na co v Redmontu vůbec nebyl zvyklý. Slabý baron, nečinný bojový mistr a líná hradní posádka. Všechno začal uvádět do správných kolejí, dokonce k tomu použil posádku jedné skandijské lodi, která "zabloudila" k Seacliffským břehům. Postupem času si všiml změny a byl velice rád, že všechno klape.
Když ho navštívila Alyss s důležitou zprávou od Halta a Crowleyho, že se má co nejdřív dostavit na hraničářské sněmoviště, usoudil, že je léno na dobré cestě a on se může s klidným srdcem na nějakou dobu vzdálit. Crowley s Haltem mu oznámí, že pro něj mají úkol na severu v lénu Norgate, kde se kvůli hranicím s Piktou nacházejí dva hrady. Will se má vydat do toho druhého, do Macindawu. Poblíž něj se totiž vyskytuje údajný čaroděj Malkallam, který má na svědomí nemoc tamního hradního pána, lorda Syrona, jehož prapředek podle legendy Malkallama vyhnal ze země. Jenže teď se vrátil a Will má v převleku za kejklíře sehnat co nejvíce informací.
Will vyráží a cestou se dozvídá, že čaroděj se nachází v Grimsdellském lese nedaleko hradu Macindaw. Lord Orman, syn lorda Syrona, uvítal Willa velmi chladně a nepřátelsky, naproti tomu sir Keren, jeho bratranec, se k němu zachoval velmi přívětivě a Wilovi byl od první chvíle sympatický. Den po velké hostině, kdy se zběžně seznámil s poměry na hradě se vydal prozkoumat Grimsdellský les. Will nevěřil, že by tam byl nějaký opravdový čaroděj a předpokládal, že léčku nebo případné nebezpečí vycítí. Jenže se trochu přecenil. Nejdříve zaslechl divný šepot, pak spatřil ohromného rytíře a nakonec uslyšel přízračný hlas. Bál se, ale neutekl hned. Hledal racionální vysvětlení toho, co viděl. Když hlas promluvil podruhé, mladý hraničář už svůj strach nepotlačoval a vzal nohy na ramena.
Po návštěvě Grimsdellu si Will uvědomil, že se tam bude stejně muset vrátit a pranic se mu to nelíbilo. Když se vrátil, narazil na Ormanova tajemníka, který mu oznámil, že s ním jeho pán chce mluvit. U Ormana v pracovně si všiml rozsáhlé sbírky knih o čarodějnictví a začal si o hradním pánovi a o zdejší situaci dělat předběžný obrázek. Jeho návštěvu u lorda však přerušil příchod lady Gwendolyn z Amarle, což nebyl nikdo jiný než Alyss. Alyss Willa nenápadně pozvala do svých komnat, kde mu vysvětlila, že je zde, aby mu byla nápomocná. Na oplátku ji on převyprávěl svou návštěvu lesa.
Alyss se Willa vyptávala tak dlouho, že měl nakonec pochybnosti o tom, co viděl a rozhodl se, že se tam vydá co nejdříve znova, dívka se vřele nabídla, že ho doprovodí. Během zkoumání místa, kde Will viděl Nočního bojovníka, objevili mnoho zajímavých věci, kromě lan nabarvených na zeleno s stezek, také sežehlé místo. Alyss, která přišla na něco, co Will nechápal, mu vysvětlila, že si myslí, že Noční bojovník je pouze hra se světly a stíny známá jako laterna magika. Will toto vysvětlení přijal, kypěl v něm hněv, protože si uvědomoval, že ho někdo vystrašil pouhým světlem.
Mezitím se Halt s Crowleym na základě zprávy, kterou jim Will poslal po Alyssině holubáři rozhodnou, že jim na pomoc pošlou Horáce.
Will uvažuje, že poprosí sira Kerena o pomoc proti Ormanovi. Jenže dříve nežli stačí něco udělat, uvidí na hradním nádvoří bývalého majitele své fenky, Johna Buttla, který k jeho velké nelibosti by ho mohl poznat a spolu s ním i Alyss. Když totiž Buttlovi vyprášil kůži byla mladá diplomatka zrovna u něj. Will sice nechápal jak se ten ničema dostal ze zajetí Skandijců, do kterého ho uvrhl, ale věděl, že je v nebezpečí a co víc byla v něm i Alyss. Když chtěl Alyss varovat, skočil mu do cesty posel od Ormana, který ho chtěl neprodleně vidět a pokud se nechtěl Will prozradit musel poslechnout.
Nic ho nemohlo šokovat víc, než když mu lord sdělil, že prokoukl jeho přestrojení a vysvětlil mu, že ho Keren otrávil stejně jako jeho otce. Orman ho požádal, aby ho odvedl k Malkallamovi, ten jediný mu dokáže pomoci. Will se obával, že se hradní pán zbláznil, ale vyhověl mu, neměl jinou možnost, když znal Orman jeho tajemství. Útěk z hradu byl obtížný, protože sir Keren už začal s uskutečňováním svého plánu a jeho muži obsadili hrad.
V Grimsdellu pak Will zjistil, že Malkallam je pouhý bylinkář a léčitel Malcolm, který utekl před svou minulostí a skrýval se v lese, kde se snažil pomáhat různě postiženým lidem, kteří byli pro své okolí pouhými monstry. Když se ujistil, že Malcolm Ormanovi pomůže začal okamžitě přemýšlet jak zachránit Alyss.
Mezitím Alyss navštívil sir Keren a ptal se jí jestli si nevšimla rozruchu na nádvoří, který způsobil Will, Orman a jeho tajemník a přítel Xander při útěku. Když Alyss potvrdí, že to slyšela, snažil se jí namluvit, že to byli zrádci koruny a že chtěli Macindaw předat Skotiům. Alyss, která byla na vážkách má-li mu sdělit, kdo je a jaký je účel její návštěvy si ujasnila, že muži, který se jí snažil namluvit, že Will je zrádce by neměla věřit a ještě víc si to potvrdila, když uviděla Johna Buttla, který přerušil jejich rozhovor a k jejímu zklamání ji poznal.
Will přemítá, kde by Alyss mohla být, jestli ji poznali. Malcolm mu řekne, že v žaláři ne, protože je zatopený, ale mohla by být ve věži a Will se rozhodne, že na věž vyšplhá po laně a dívku vysvobodí za každou cenu. Malcolm mu dá lahvičku s velmi účinnou kyselinou, která rozleptá mříže, ale varuje ho, aby byl opatrný, protože kdyby se lahvička rozbila nastal by velký problém.
Když Alyss Kerenovi prozradí, že prohlédla jeho zradu, kterou se snažil shodit na jejího přítele, Kerena moc zajímá, kolik toho dívka ještě ví, a proto na ni použije malý modrý kámen a Alyss po chvíli zjišťuje, že je velmi upřímná, přestože nechce. Dokonce málem prozradí, že Will je hraničář.
Mezitím se Will dostává až k hradbám a zanedlouho už šplhá na věž. Vyšplhal k Alyssině oknu a vysvětlil jí svůj plán. Alyss byla velice houževnatá, jediným jejím problémem byly výšky. Dívka si, ale vzápětí uvědomuje, že se výškou nemusí zabývat, protože nemají šanci se přes mříže včas dostat. Keren ji totiž řekl, že se za hodinu vrátí a budou pokračovat. Alyss Wilovi řekla o modrém kameni a také to, že málem prozradila kým ve skutečnosti je. Pak mu vysvětlila Kerenův plán a spojenectví s Piktou. Will potom převedl řeč na Buttla a uvažoval, jak se dostal na Macindaw. Alyss, které se ničema pochlubil mu řekla, že se loď dostala do bouře a Skandijci v domnění, že se loď potápí mu rozvázali pouta. Nakonec když se dostali do bezpečí Buttle zabil dva z nich a utekl. Když mu to dovyprávěla, zaslechla, jak se Keren baví se strážemi venku.
Will neměl radost, že ji zase opouští a před odchodem ji řekl, aby při výslechu Kerenovi všechno řekla, aby se nebránila, protože se bál, že by jí mohl ublížit. Pod vlivem modrého kamene, ale Alyss prozradila, že tam Will byl a dokonce řekne, že je stále na hradě a potřebuje čas k útěku. Willovi se i přes to všechno podaří utéct a vrací se zpět k Malcolmovi a Xanderovi, kteří ho doprovázeli. Spolu se vrací do lesa, kde vymyslí nový plán.